# Abbots Bromley
Abbots Bromley – wieś w Anglii, w hrabstwie Staffordshire, w dystrykcie East Staffordshire. Leży 16 km na wschód od miasta Stafford i 189 km na północny zachód od Londynu.

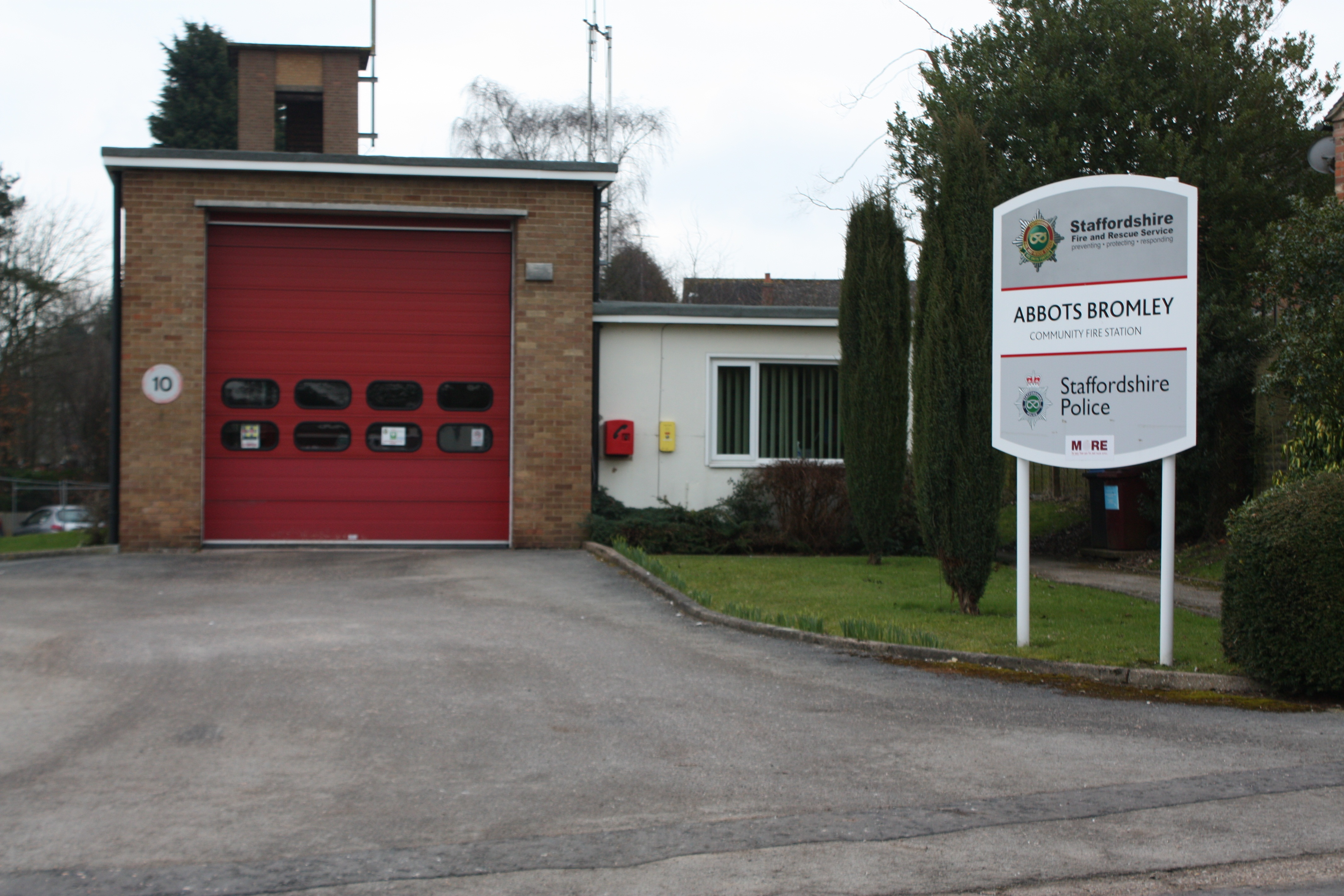

Co roku we wrześniu przez wieś przechodzi korowód przebierańców w tradycyjnym Horn Dance. Część tancerzy zakłada jelenie rogi, występują także postacie symbolizujące Robin Hooda i Lady Marion. Taniec upamiętnia przywilej zezwalający mieszkańcom na polowanie w lesie Needwood, wydany przez ówczesnego właściciela tegoż, Jana z Gandawy.